# Xysticus grallator
Xysticus grallator là một loài nhện trong họ Thomisidae.
Loài này thuộc chi Xysticus. Xysticus grallator được Eugène Simon miêu tả năm 1932.